# 白川愛梨
白川 愛梨 （しらかわ あいり、1999年3月16日 - ）は、日本のグラビアアイドル、タレント。東京都出身。アーティストハウス・ピラミッド所属。かつて、KHプロモーションに所属していた。

## 略歴
2018年2月23日、1stDVD『美少女伝説』を発売しデビュー。
2021年8月31日、同年8月29日をもってKHプロモーションから退所したこと、今後はフリーランスで活動することを自身のTwitter（現・X）で報告した。
2023年7月4日、自身のTwitterを更新し、株式会社アーティストハウス・ピラミッドに所属すること、事務所所属に伴い芸名を「伊川愛梨」から「白川愛梨」に改名することを報告した。

## 人物
- 趣味：サウナ、ゴルフ、温泉、お酒[1]。
- 特技：バランスボール[1]。
- 好きな食べ物：たまご[1]。
- 高校生の時に、オーストラリアのアデレードに1年間留学した経験がある[4]。
- デビューのきっかけは、「（2017年11月に）今のマネジャーにスカウトされて、大学生で時間があるし、経験としてやってみようかなと思ったからです」と述べている[2][4]。

## 作品

### イメージビデオ
※太字タイトルはBD版同時発売
伊川愛梨 名義
- 美少女伝説（2018年2月23日、スパイスビジュアル）[7][8]
- ミルキー・グラマー（2018年5月18日、竹書房）[9][10]
- ふわふわ白書（2018年8月20日、ラインコミュニケーションズ）[11][12][13]
- アイリッシュ（2018年11月30日、スパイスビジュアル）[14][15]
- ささみ愛（2018年12月28日、スパイスビジュアル）共演：佐々野愛美[16]
- 美少女伝説 もぎたてアイリ（2019年2月22日、スパイスビジュアル）[17][18]
- 美少女伝説 ボクの妹（2019年5月31日、スパイスビジュアル）[19][20]
- 美少女伝説 J peach pie（2019年7月26日、スパイスビジュアル）共演：工藤唯[21]
- 愛いっぱい（2019年8月30日、スパイスビジュアル）[22][23][24]
- 美少女伝説 桃の果実（2019年11月29日、スパイスビジュアル）[25][26][27]
- シルク姫（2020年2月28日、スパイスビジュアル）[28][29][30]
- ダブルJカップ（2020年4月24日、スパイスビジュアル）共演：工藤唯[31][32]
- きらめきのままで（2020年7月31日、スパイスビジュアル）[33][34][35]
- 愛のヴィーナス（2020年12月25日、スパイスビジュアル）[36][37]
- J Shock（2021年3月26日、スパイスビジュアル）共演：池田レイ[38][39]
- Jカップアイドル 愛のポワール（2021年5月28日、スパイスビジュアル）[40][41][42]
- Last Dance（2021年12月17日、スパイスビジュアル）[43][44][45]

白川愛梨 名義
- 愛おしい果実（2023年12月22日、竹書房）[46][47]
- 完熟（2024年3月20日、ラインコミュニケーションズ）[48][49]
- おっ！？パイ（2024年6月25日、エアーコントロール）[50]
- 果実あそび（2024年9月27日、竹書房）[51]
- 触れて欲しいの（2024年12月18日、スパイスビジュアル）[52]
- アイリス（2025年3月26日、スパイスビジュアル）[53]
- ボクの彼女のバグった距離感（2025年6月24日、エアーコントロール）[54]
- 愛しのアイリ（2025年9月24日、スパイスビジュアル）[55]

## 出版

### オムニバス写真集
伊川愛梨 名義
- むっちむち写真集（2022年12月19日、一迅社、撮影：須崎祐次）他モデル：天木じゅん、徳江かな、能美真奈、原つむぎ、藤乃あおい ISBN 978-4758017985[56]

### デジタル写真集
伊川愛梨 名義
- 週刊GIRLS-PEDIA 014（2023年5月1日、KADOKAWA）[57]
- シスター愛梨の懺悔室（2023年6月1日、アイロゴス［必撮！まるごと☆］）

白川愛梨 名義
- HOT SPOT（2024年8月19日、集英社［週プレ PHOTO BOOK］、撮影：小塚毅之）[58]
- バスト100cmのにゅーヒロイン（2024年8月30日、小学館［週刊ポストデジタル写真集］、撮影：藤本和典）[59]
- ボインバンバンボン！（2024年8月30日、小学館［週刊ポストデジタル写真集］、撮影：藤本和典）共演：西本ヒカル[60]

### カレンダー
- 白川愛梨 2025年カレンダー（2024年11月16日、トライエックス）[61][62]

## 出演

### ウェブ配信
伊川愛梨 名義
- アイドルのゆるっと☆日常ちゃんねる（2022年8月19日[63]、8月26日[64]、8月30日[65]、9月2日[66]、9月6日[67]、9月23日[68]、9月27日[69]、9月30日[70]、11月8日[71]、11月11日[72]、11月15日[73]、12月13日[74]、12月20日[75]、YouTube）
- グラビアアイドルが生放送でいきなり…♡ produce by 倉持由香 #004（2023年6月30日、ニコニコチャンネルプラス）- MC：倉持由香、共演：大崎由希[76][77]

### イベント
白川愛梨 名義
- KANSAI COLLECTION（京セラドーム大阪）
  - 2023 AUTUMN&WINTER（2023年8月6日）[78][79]
  - 2024 SPRING&SUMMER（2024年3月20日）[80]